# Darrell Schweitzer

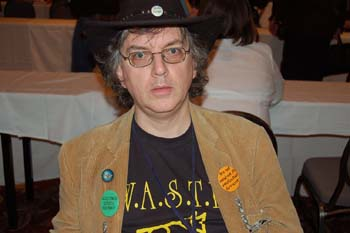
Darrell Schweitzer (2006)

Darrell Charles Schweitzer (* 27. August 1952 in Woodbury, New Jersey) ist ein US-amerikanischer Schriftsteller. Ein Großteil seiner Werke ist in den Genres Dark Fantasy und Horror angesiedelt, obwohl er auch in Science-Fiction und Fantasy schreibt. Schweitzer ist zudem Literaturkritiker und Herausgeber von Essays verschiedener Schriftsteller seiner bevorzugten Genres.

## Biografie
Schweitzer wurde in Woodbury, New Jersey als Sohn von Francis Edward und Mary Alice Schweitzer geboren. Er besuchte die Villanova University von 1970 bis 1976 und schloss mit einem B.S. in Geografie (1974) und einen M.A. in Englisch (1976) ab. Er begann seine literarische Karriere als Rezensent und Kolumnist. Er arbeitete von 1977 bis 1982 als Redaktionsassistent für Isaac Asimovs SF-Magazin und war von 1982 bis 1986 Mitherausgeber von Amazing Stories. George H. Scithers und John Gregory Betancourt von Weird Tales von 1987 bis 1990 und alleiniger Herausgeber derselben Zeitschrift von 1991 bis 1994 und deren Nachfolger Worlds of Fantasy & Horror von 1994 bis 1996. Von 1998 bis 2007 war er erneut Mitherausgeber der wiederbelebten Weird Tales, zuerst mit Scithers und dann mit Scithers und Betancourt. Er war auch ein Teilzeit-Literaturagent für die Owlswick Agency in Philadelphia. und ein Juror des World Fantasy Award. Er ist Mitglied der Science Fiction and Fantasy Writers of America und der Horror Writers Association. Er lebt und arbeitet in der Region um Philadelphia.

## Schaffen
Der größte Teil von Schweitzers Fiktion spielt in den Bereichen Dark Fantasy und Horror. Er schreibt am häufigsten Belletristik mit kürzeren Längen, hat aber auch eine Reihe von Romanen geschrieben. Sein erster Roman The White Isle, eine epische, desillusionierende Suche in der Unterwelt, wurde 1976 geschrieben, blieb aber bis 1989 unveröffentlicht. The Shattered Goddess (1982) spielt in einer fernen Zukunft, der im Subgenre Dying Earth angesiedelt ist, den er später für eine Folge von Kurzgeschichten überarbeitete, die als Echoes of the Goddess 2013 erschien.
Das erste Werk in seinen Erzählungen über die Welt des "Great River", das sich auf den Kinderzauberer Sekenre konzentriert, To Become a Sorcerer (1991), wurde 1992 für den World Fantasy Award als beste Novelle nominiert und später erweiterte er sie 1995 zum Roman The Mask of the Sorcerer. Zusätzliche Geschichten in der Serie wurden 2004 in der Kurzgeschichtensammlung Sekenre: The Book of the Sorcererveröffentlicht.
Sein neuester Roman The Dragon House von 2018 verbindet seinen üblichen dunklen Ton mit humorvollen Elementen in einem leichteren Werk für junge Erwachsene. Andere Werke sind seine Geschichten über den verfallenen Ritter Julian, die überwiegend in der Sammlung We Are All Legends von 1981 veröffentlicht wurden, zahlreiche Arbeiten in H. P. Lovecrafts Cthulhu Mythos, viele gesammelt in Awaiting Strange Gods: Weird and Lovecraftian Fictions von 2015, und eine große Anzahl nicht zusammenhängender Kurzgeschichten. Darüber hinaus schrieb er eine beträchtliche Anzahl an Gedichten, Essays, Rezensionen und Sachbüchern.

## Sachliteratur
Schweitzer ist eine Autorität in der Geschichte der spekulativen Fiktion und hat zahlreiche kritische und bibliografische Werke sowohl auf dem Gebiet im Allgemeinen als auch von Schriftstellern wie Lord Dunsany, H. P. Lovecraft und Robert E. Howard geschrieben. Viele seiner Essays, Rezensionen und Autoreninterviews wurden in Buchform gesammelt. Er hat auch eine Reihe von Anthologien und Kurzgeschichtensammlungen herausgegeben.

## Auszeichnungen
- 1992: World Fantasy Award für Weird Tales — Special Award (mit George Scithers)[3]
- 2007: Asimovs Reader Poll für Remembering the Future als bestes Gedicht

## Bibliografie (Auswahl)

### Romane

#### Sekrenre
- The Mask of the Sorcerer, New English Library 1995, ISBN 0-340-64003-0
- Sekenre: The Book of the Sorcerer, Wildside Press 2004, ISBN 0-8095-1078-2 (Sammlung)

#### Shattered Goddess
- The Shattered Goddess, Starblaze / The Donning Company 1983, ISBN 0-89865-197-2
- Echoes of the Goddess,  Wildside Press 2013, ISBN 978-1-4344-4707-4 (Sammlung)

#### Weitere Romane
- The White Isle, Borgo Press 1989, ISBN 1-58715-114-6
- The Dragon House, Wildside Press 2018, ISBN 978-1-4794-3821-1

### Storysammlungen
- We Are All Legends, Starblaze / The Donning Company 1981, ISBN 0-89865-062-3
- Tom O'Bedlam's Night Out and Other Strange Excursions, W. Paul Ganley 1985, ISBN 0-932445-14-4
- The Meaning of Life, Chris Drumm 1988, ISBN 0-936055-36-7
- Transients and Other Disquieting Stories, W. Paul Ganley 1993, ISBN 0-932445-55-1
- Refugees from an Imaginary Country, W. Paul Ganley / Owlswick Press 1998, ISBN 0-932445-64-0
- Necromancies and Netherworlds, Wildside Press 1999, ISBN 1-880448-66-1 (mit Jason Van Hollander)
- Groping Toward the Light, Wildside Press 2000, ISBN 1-58715-109-X
- Nightscapes: Tales of the Ominous and Magical, Wildside Press 2000, ISBN 1-58715-060-3
- The Great World and the Small: More Tales of the Ominous and Magical,  Cosmos Books / Wildside Press 2001, ISBN 1-58715-345-9
- Living with the Dead, PS Publishing 2008, ISBN 978-1-905834-69-3
- Ghosts of Past and Future: Selected Poetry, Borgo Press / Wildside Press 2008, ISBN 978-1-4344-8204-4
- The Innsmouth Tabernacle Choir Hymnal, Wildside Press 2010, ISBN 978-1-4344-1953-8
- Deadly Things: A Collection of Mysterious Tales / The Judgment of the Gods and Other, Borgo Press / Wildside Press 2011, ISBN 978-1-4344-1205-8
- The Emperor of the Ancient Word and Other Fantastic Stories, Borgo Press / Wildside Press 2013, ISBN 978-1-4794-0105-5
- The Darrell Schweitzer Megapack, Wildside Press 2013, ISBN 978-1-4344-4314-4
- Awaiting Strange Gods: Weird and Lovecraftian Fictions, Fedogan & Bremer 2015, ISBN 978-1-878252-76-0
- The Mysteries of the Faceless King: The Best Short Fiction of Darrell Schweitzer Volume I, PS Publishing 2020, ISBN 978-1-78636-442-5
- The Last Heretic: The Best Short Fiction of Darrell Schweitzer Volume II, PS Publishing 2020, ISBN 978-1-78636-444-9

### Anthologien

#### Cthulhu Mythos
- Tales from the Miskatonic University Library, PS Publishing 2017, ISBN 978-1-78636-028-1 (mit John Ashmead)

#### Tales from the Spaceport Bar
- Tales from the Spaceport Bar, Avon 1987, ISBN 0-380-89943-4 (mit George H. Scithers)
- Another Round at the Spaceport Bar, Avon Books 1989, ISBN 0-380-75650-1 (mit George H. Scithers)

### Als Herausgeber

#### Weird Tales Magazin
- Weird Tales – 1988, Terminus 1988 (mit John Gregory Betancourt und George H. Scithers)
- Weird Tales – 1989, Terminus 1989 (mit John Gregory Betancourt und George H. Scithers)
- Weird Tales – 1990, Terminus 1990 (mit John Gregory Betancourt und George H. Scithers)
- Weird Tales – 1991, Terminus 1991
- Weird Tales – 1992, Terminus 1992
- Weird Tales – 1993, Terminus 1993
- Weird Tales – 1994, Terminus 1994
- Weird Tales – 1998, DNA Publications / Terminus 1998 (mit George H. Scithers)
- Weird Tales – 1999, DNA Publications 1999 (mit George H. Scithers)
- Weird Tales – 2000, DNA Publications 2000 (mit George H. Scithers)
- Weird Tales – 2001, DNA Publications / Terminus 2001 (mit George H. Scithers)
- Weird Tales – 2002, DNA Publications 2002 (mit George H. Scithers)
- Weird Tales – 2003, DNA Publications / Terminus 2003 (mit George H. Scithers)
- Weird Tales – 2004, DNA Publications / Wildside Press / Terminus 2004 (mit George H. Scithers)
- Weird Tales – 2005, Wildside Press 2005 (mit John Gregory Betancourt und George H. Scithers)
- Weird Tales – 2006, Wildside Press / Terminus 2006 (mit John Gregory Betancourt und George H. Scithers)
- Weird Tales – 2007, Wildside Press 2007 (mit John Gregory Betancourt und George H. Scithers)

#### Worlds of Fantasy & Horror
- Worlds of Fantasy & Horror – 1994, Terminus 1994
- Worlds of Fantasy & Horror – 1995, Terminus 1995
- Worlds of Fantasy & Horror – 1996, Terminus 1996

### Sachbücher
- Lovecraft in the Cinema, T-K Graphics 1975
- Essays Lovecraftian, T-K Graphics 1976
  - Neuveröffentlichung: Discovering H. P. Lovecraft, Starmont House 1987, ISBN 0-916732-81-9
- The Dream Quest of H. P. Lovecraft, Borgo Press 1978, ISBN 0-89370-217-X
- Conan's World and Robert E. Howard, Borgo Press 1978, ISBN 0-89370-223-4
- On Writing Science Fiction (The Editors Strike Back!), Owlswick Press 1981, ISBN 0-913896-19-5 (mit John M. Ford und George H. Scithers)
- Discovering Stephen King, Starmont House 1985, ISBN 0-930261-07-0
- Exploring Fantasy Worlds, Borgo Press 1985, ISBN 0-89370-162-9
- Discovering Modern Horror Fiction I, Starmont House 1985, ISBN 0-916732-93-2
- Pathways to Elfland: The Writings of Lord Dunsany, Owlswick Press 1989, ISBN 0-913896-16-0
- Discovering Classic Horror Fiction II, Starmont House 1992, ISBN 1-55742-084-X
- Lord Dunsany: A Bibliography, Scarecrow Press 1993, ISBN 0-8108-2714-X (mit S. T. Joshi)
- Discovering Classic Fantasy Fiction, Borgo Press 1996, ISBN 1-55742-087-4
- Windows of the Imagination, Wildside Press 1999, ISBN 1-880448-60-2
- The Thomas Ligotti Reader, Wildside Press 2003, ISBN 1-59224-130-1
- The Neil Gaiman Reader, Wildside Press 2006, ISBN 0-8095-5625-1
- The Fantastic Horizon: Essays and Reviews, Wildside Press 2009, ISBN 978-1-4344-0320-9
- The Robert E. Howard Reader, Borgo Press / Wildside Press 2010, ISBN 978-1-4344-1165-5
- The Threshold of Forever: Essays and Reviews, Wildside Press 2017, ISBN 978-1-4794-2564-8